# Patrick Haller
Pour les articles homonymes, voir Haller.
Patrick Haller, né le 9 juillet 1997 à Villingen-Schwenningen, est un coureur cycliste allemand. 

## Palmarès
- 2014
  - 3e du championnat d'Allemagne sur route juniors
- 2015
  - Classement général du Trofeo Karlsberg
  - 2e du championnat d'Allemagne de l'américaine juniors
- 2016
  -  Champion d'Allemagne du contre-la-montre par équipes
- 2017
  -  Champion d'Allemagne du contre-la-montre espoirs
  - 2e du championnat d'Allemagne du contre-la-montre par équipes
- 2018
  - 2e du Tour de Düren
  - 2e du Tour de l'Oder
  - 3e du championnat d'Allemagne du contre-la-montre par équipes
- 2019
  - Tour de Vysočina :
    - Classement général
    - 4e étape

  -  Médaillé d'or de la course en ligne des Jeux mondiaux militaires
  -  Médaillé d'argent de la course en ligne par équipes des Jeux mondiaux militaires

## Classements mondiaux
| Année                                 | 2016  | 2017  | 2018  | 2019 | 2020 | 2021  | 2022  |
| ------------------------------------- | ----- | ----- | ----- | ---- | ---- | ----- | ----- |
| Classement mondial                    | 2308e | 1830e | 2388e | 857e | nc   | 2339e | 2511e |
| UCI Europe Tour                       | 1548e | 1256e | 1591e | 621e | nc   | 1561e | 1535e |
|                                       |       |       |       |      |      |       |       |
| Légende : nc = non classéSource : UCI |       |       |       |      |      |       |       |